# Lubicz (Płociczno)
Lubicz (niem. Lübsee) – część wsi Płociczno w Polsce, położona w województwie zachodniopomorskim, w powiecie wałeckim, w gminie Tuczno. Leży nad jeziorem Wielki Lubicz.
W latach 1975–1998 Lubicz administracyjnie należał do województwa pilskiego.